# Werner Karlsson
Johan Werner Karlsson (8 de julho de 1887 — 5 de fevereiro de 1946) foi um ciclista sueco. Competiu como representante de seu país, Suécia, em duas provas de ciclismo de estrada nos Jogos Olímpicos de Verão de 1912 em Estocolmo.